# 帕西基 (哈爾科夫州)
49°34′43″N 36°11′38″E / 49.57861°N 36.19389°E
帕西基（烏克蘭語：Пасіки）是位於烏克蘭東部的村莊，由哈爾科夫州丘胡伊夫区的茲米伊夫市鎮負責管轄。該村始建於1680年，面積1.45平方公里，海拔高度199米，2001年人口685，人口密度每平方公里474.1人。